# Páni z Wallsee
Páni z Wallse či z Walsee, nebo z Waldsee (německy von Wallsee, Walchsee, Walse, Walsse, Wallssee, Waldze, italsky di Valsa) je šlechtický rod původem ze Šváb (okolí města Bad Waldsee).

## Dějiny rodu
Rod založil Eberhard z Walsee (zemř. 1288) v jihovýchodní části německých zemí. Ačkoli byl stoupencem hraběte Rudolfa Habsburského a jeho nároku na titul římskoněmeckého krále, sám Eberhard nehrál významnější politickou roli. Teprve jeho syn a další potomci rychle postupovali po společenském žebříčku u habsburského dvora.

## Větve
Rod měl celkem čtyři rodové linie: Walsse-Linz, Walsse-Enns, Walsse-Graz a Walsse-Drosendorf. Větev Walsse-Linz vymřela v roce 1401 Jiřím, synem Eberharta V., který měl pouze tohoto jediného syna. Větev Walsse-Enns vymřela později, až rokem 1483 a to s Reinprechtem V. Ze všech vymřela tato až jako poslední. Eberhard VIII., syn Oldřicha II., zemřel v roce 1363 a sním zanikla i větev Walsse-Graz.

## Větev Walsse-Drosendorf

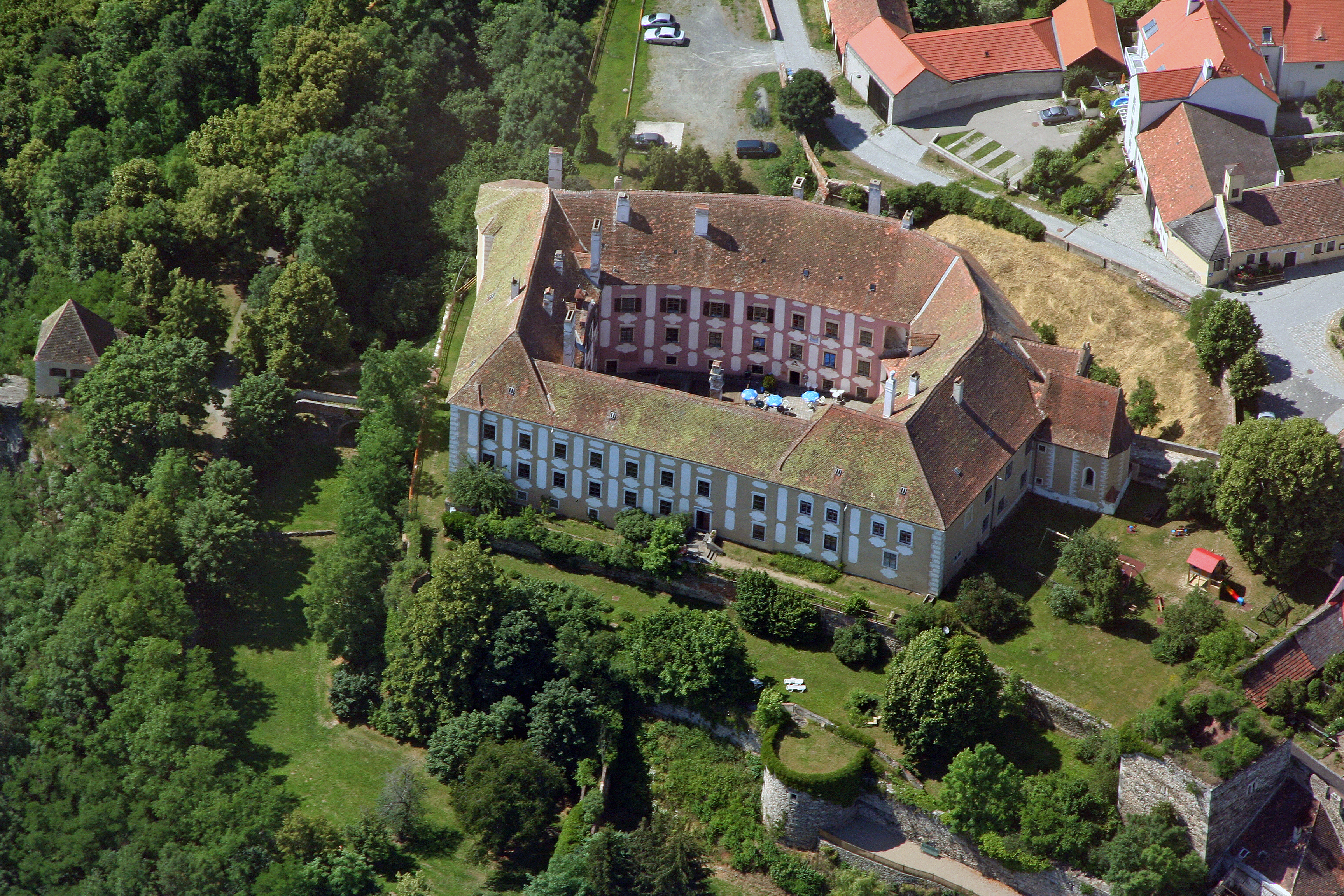
Zámek Drosendorf (česky Drozdovice)

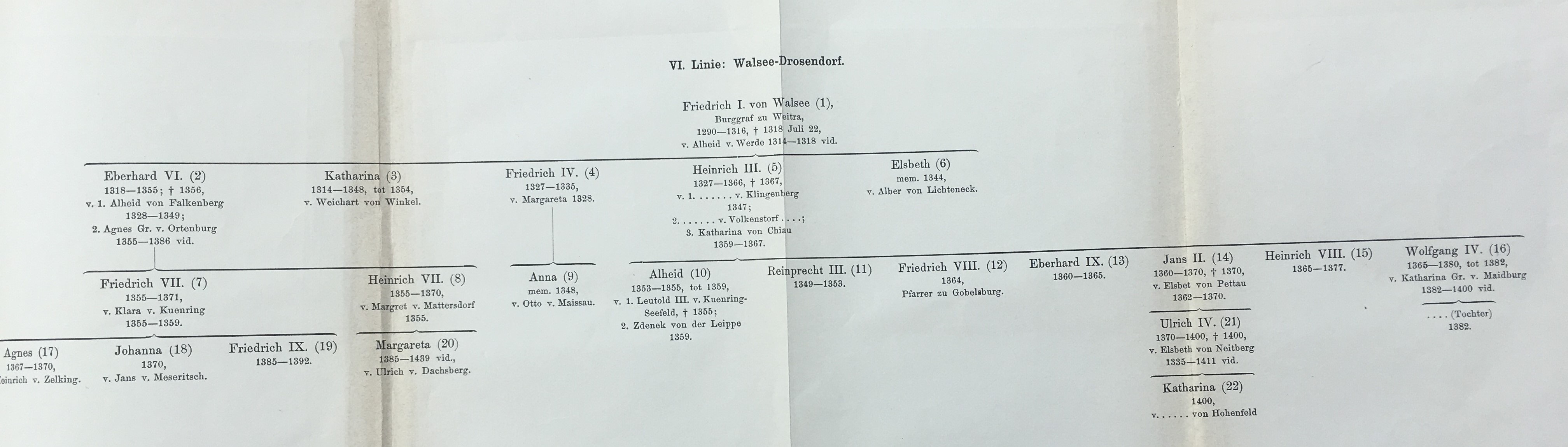
Rodová linie Walsee-Drosendorf (Max Doblinger: Die Herren von Walsee 1906)

Hrad Chlumec (Kollmitz) udělil král Rudolf I. Habsburský jako léno synům Eberharda I. z Waldsee. Jindřich I. z Waldsee přikoupil jižně od Chlumce v roce 1300 od vdovy po Vokovi z Rožmberka několik vesnic, čímž založil základ chlumeckého panství. Jindřichův bratr Fridrich I. z Waldsee a Drozdovic zahájil pravděpodobně jeho stavební rozšíření. Chlumecké léno s panstvím přešlo po roce 1340 na Fridrichovu dceru Kateřinu a jejího manžela Vikarta z Winkelu. Ti pak chlumecké zboží v roce 1362 prodali Ratoldu Chratzerovi z Ofenu a jeho bratrům Šimonovi a Fridrichovi.
Někdy kolem roku 1293 propůjčil římský král a rakouský a štýrský vévoda Albrecht I. drozdovický hrad do zástavy Oldřichovi z Capellenu (Ulrich II. von Kapellen), někdejšímu hornorakouskému landrychtéři a protivníkovi Přemysla Otakara II. Oldřichův syn Jan z Capellenu († 1354) se kolem roku 1303 oženil s Kunhutou (Kunigunde), dcerou Eberharda IV./II. z větve Wallsee-Linz († 10. Oktober 1325).
Po vypuknutí válečné rozepře s českým králem Janem Lucemburským pověřil rakouský vévoda Fridrich I. v roce 1328 obranou Drozdovic bratry z Waldsee: Eberharda II. († kolem r. 1325), Jindřicha I. (Heinrich I. † kolem r. 1326), Fridricha I. († kolem r. 1318). Postavení pánů z Waldsee, kteří obdrželi Drozdovice do zástavy, vzrostlo zejména v 2. polovině 14. století.

### Fridrich I. z Waldsee
Fridrich I. z Waldsee († kolem r. 1318) zastával úřad hejtmana Drozdovic. Je považován za zakladatele linie Wallsee-Drosendorf. Jeho chotí byla Alheid († po r. 1318), sestra Konrada de Werde. Sňatkem s Alheid získal Fridrich zboží Merkenstein. V roce 1330 vystupují společně jeho synové Eberhard VI., Friedrich IV. a Jindřich III. z Wallsse na Drozdovicích při vykoupení dluhu kaple na hradě Merkensteinu.
Z manželství pošlo minimálně 5 dětí:
1. Eberhard VI. († 1356), purkrabí na hradě Weitra; ⚭ Alheid z Falkenbergu († 1349), 2. ⚭ Agnes von Ortenburg († 1386)
2. Friedrich IV. († 1335), ⚭ Margarete, dcera Anna se stala chotí Otty V. z Maissau († 1359)[11]
3. Jindřich /Heinrich III. († 1367) ⚭ Barbara z Klinkenberka / von Klingenberg († kolem r. 1347), 2. ∞ choť z rodu Volkenstorfer, 3. ⚭ Katharina von Kaja / z Chýje († um 1374)
4. Katharina († 1354), ⚭ Vikard z Vinkelu / Weichard von Winkel († 1353-1360)[12]
5. Anna, r. 1332 vstoupila do kláštera Imbach (Minnebach) u Kremže

### Eberhard IV. z Wallsee
Eberhard IV. pojal za manželku Adelhaid (Alheid) z Falkenbergu, dceru Hadmara II. z Falkenbergu. Adelhaida byla nejprve provdaná (asi kolem r. 1313) za Hadmara ze Schönbergu a ještě v roce 1326 byla vdovou. Vzhledem k tomu, že v době sepsání poslední vůle třetí chotě Oldřicha z Capellenu (Margarety rozené Falkenberg) již rod z Falkenbergu vymřel po meči, odkázala polovinu dědictví synům Jana z Capellenu (Oldřichovi a Eberhardovi) a druhou své sestře Alhaid, provdané za Eberharda IV. z Walsee-Drosendorf. Oba rody (Capell a Walsee) vystupují v poslední vůli jako dědici panství a hradu Falkenberg, Raspach (nyní Rastbach), Schönberg, Gobelsburg , Wartenstein. Teprve až v roce 1368 (14. listopadu ve Vídni) udělil vévoda Albrecht pánům z Capellenu (Eberhardovi staršímu a jeho bratranci Eberhardovi mladšímu z Capellenu) léno na veškeré zboží patřící k panství Falkenberg, které postupně odkoupili od bratrů Fridricha a Jindřicha z Wallsee.
Eberhard IV. působil po otci Fridrichovi I. jako hejtman Drozdovic, přičemž jsou hejtmany Drozdovic uváděni též jeho synové Fridrich VII. a Jindřich VII. (Heinrich); r. 1359 je zmíněn Fridrich jako hejtman Drozdovic a krátce v letech 1358/59 jako mistr komory rakouského, štýrského a korutanského vévody Rudolfa IV. Habsburského, r. 1360 vystupují jako hejtmani Drozdovic oba synové Fridrich a Jindřich (Friedrich VII. a Heinrich VII.) při obdarování kláštera Heiligenkreuz u Badenu a v roce 1361 jsou zmíněni jako hejtmani Drozdovic nejen oba bratři, ale také jejich strýc Jindřich III., když opatství Heiligenkreuz potvrzují obdarování každodenní zádušní mší, jež založila Jindřichova zemřelá matka Alhaid (de Werde).
1. Friedrich (VII.) na Pottensteinu u Badenu († 1371) ∞ Klara z Kuenringu († 1359)
1. Wolfgang († 1374)
2. Ulrich († 1374)
3. Friedrich (IX.) († 1392)
4. Agnes ∞ Heinrich IV. z Zelkingu-Schallaburgu († kolem r. 1420)
5. Johanna ∞ Jan z Meziříčí
2. Jindřich / Heinrich VII. na Merkensteinu († 1373), ∞ Margarete von Nagymarton (Markéta z Mattersdorfu)
1. Markéta / Margarete († 1439), ∞ 1. Menhart z Hradce, ∞ 2. Oldřich / Ulrich z Dachsbergu (rodové sídlo Rappottenstein, hrad Dachsberg) († 1439), Oldřichovou první manželkou byla Anna z Losensteinu (Páni z Losensteinu, hrad Losenstein)

### Jindřich III. z Waldsee

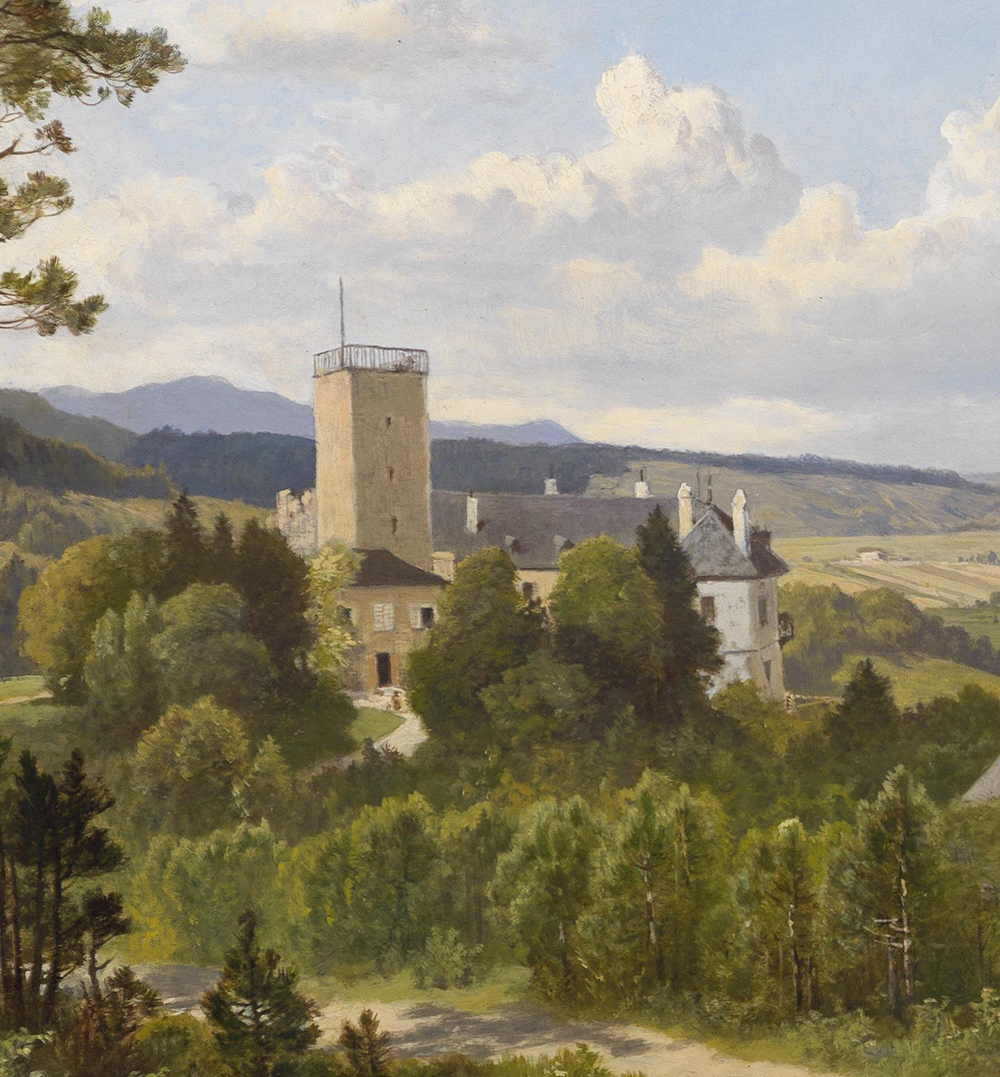
Hrad Enzesfeld, okres Baden, Dolní Rakousy

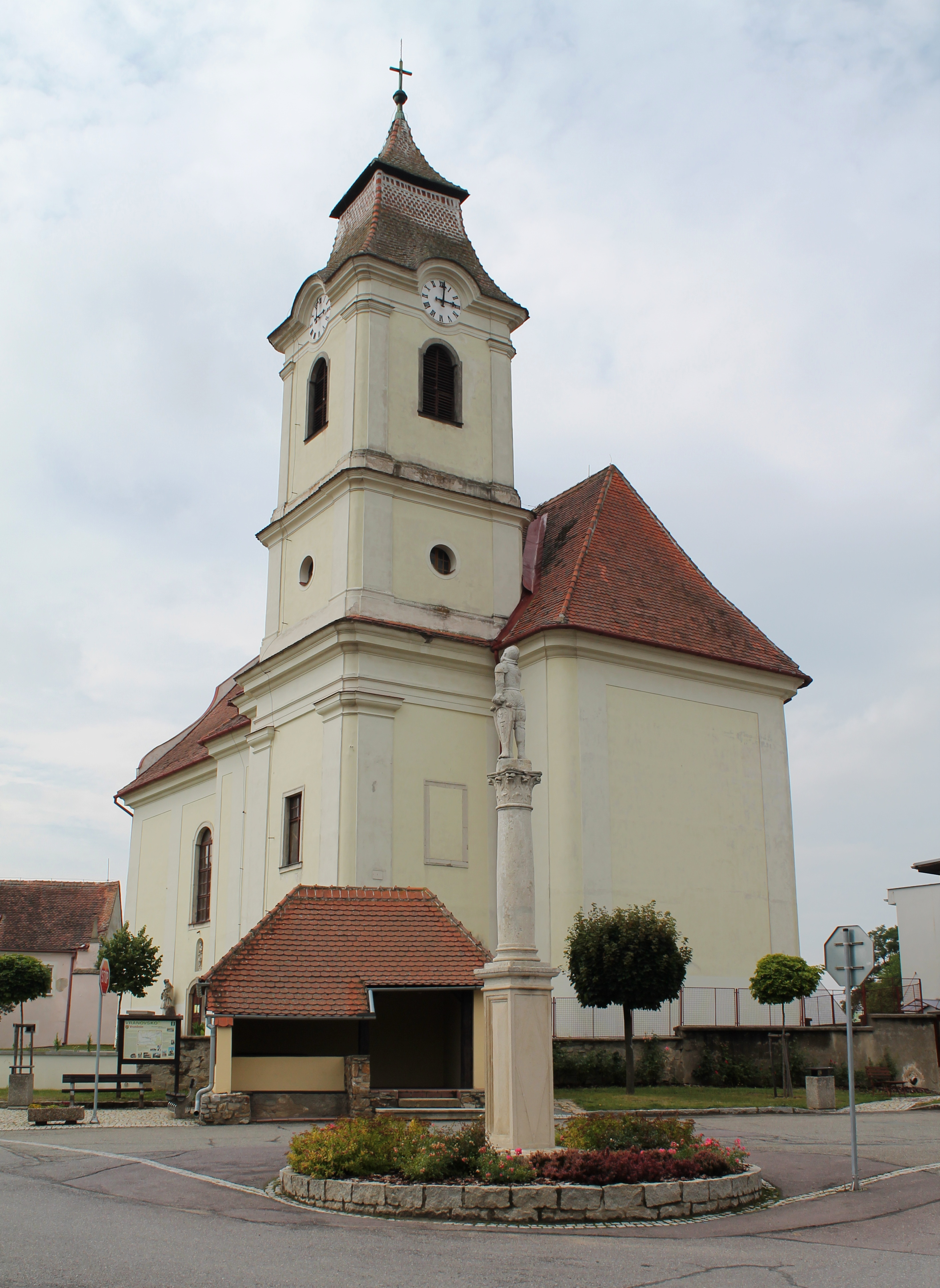
Vratěnín (německy Fratting), kostel sv. Jakuba Většího, až do roku 1945 spravovaný premonstráty z Gerasu

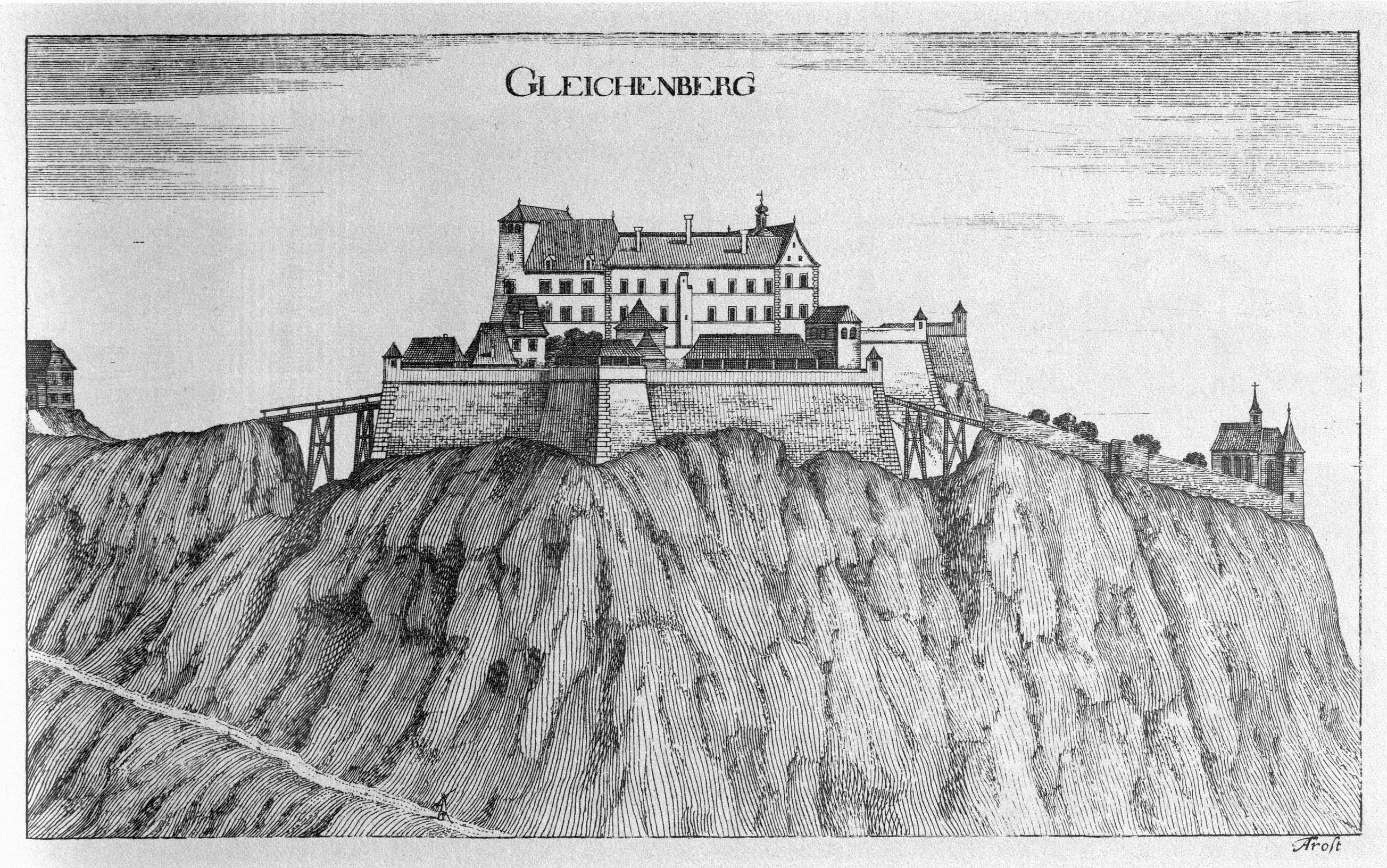
Hrad Gleichenberg, okres Jihovýchodní Štýrsko ve Štýrsku

V době otcova úmrtí byl Jindřich III. z Wallsee (a Enzesfeldu) ještě nezletilý. Dlouho po smrti svého druhého bratra Fridricha IV., který zemřel mlád, se dělil o rodové zboží s nejstarším bratrem Eberhardem IV. z Wallsee. Korutanské dědictví, které jemu a bratrovi Eberhardovi v roce 1344 odkázal Cholo ze Saldenhofenu († 1374), připadlo jako finanční odškodnění hrabatům z Celje (Grafen von Cilli).
První Jindřichovou chotí se stala Barbora z Klingenberka († um 1347), dcera Jana z Klingenberka († 1345) a sestra Jindřicha z Klingenberka († 1346). Barbořin otec zemřel v roce 1345. Úmrtím jejího bratra Jindřicha, jenž padl v bitvě u Kresčaku († 1346), vymřela linie Klingenberg-Litschau po meči. O rok později zemřela i Jindřichova choť Barbara.
V září 1347 se Jindřich III. z Wallsee účastnil jednání mezi vévodou Albrechtem II. Rakouským a králem Karlem IV. v Praze. V roce 1348 mu Karel. IV. propůjčil na Moravě u dolnorakouské hranice vratěnínské léno (po Janovi, Albrechtovi a Jindřichovi z Klingenberka) se vším zbožím a právy (jako za držení pánů z dolnorakouské Trnavy), které Jindřich III. mezi tím koupil od svých příbuzných z Klingenberka. Léno zahrnovalo trhové městečko Vratěnín se clem, právem jednoho výročního trhu a rychtou, popluží u Lubence (die Ecker zu Lubentz) a u Šonovic (zaniklá ves), ves Rancířov s fojtstvím a rychtou, Mešovice s třemi a půl lány, v Hafnerluden (nyní Lubnice) poplužní dvůr s třemi podsedky a dva podsedky v Kostníkách. Na rakouské straně k lénu patřil hrad Trnava (Thürnau), snad i vsi Rabesreith a Luden nedaleko Drozdovic.
Z manželství Jindřicha III. z Waldsee-Drosendorf a Barbary z Klingenberka pošla dcera Alheid, která se někdy kolem roku 1353 provdala za Leutolda III. z Kueringu-Dürnsteinu (syn Leutolda II.) a obdržela jitřním darem ves Rossatz. Leutold zemřel zanedlouho po svatbě a s ním vymřela po meči linie Kuering-Dürnstein. V roce 1356 se mladá vdova Alheid na příkaz rakouského vévody Albrechta II. ohledně hradu Spitz vyrovnala s Annou (manželkou Heidenreicha z Maissau) sestrou a bratry svého chotě, zřekla se na něj veškerých práv a obdržela finanční odškodnění. Krátce na to se znovu provdala za Zdenka z Lipé. V roce 1359 je již zmíněna jako mrtvá.
1. Alheid (Adelheid), ⚭ 1. Leutold III. z Kuenringu-Dürnsteinu († 4. srpna 1355); ⚭ 2. Zdenko z Lipé († 1359)[30]

Z druhého manželství syna Jindřicha III. z Waldsee-Drosendorf s dcerou Otta z Volkenstorfu pošli synové:
1. Reinprecht III. († 1353)
2. Jan / Hanns II. († 1370) z Enzesfeldu, ⚭ Elisabeth z Pettau
3. Jindřich / Heinrich VIII. († 1377)
4. Wolfgang IV. († 1382), ⚭ Katharina z Maidburgu († 1400)
5. Eberhard IX. († 1371), ⚭ Flormei z Pettau, 2. Elisabeth z Kuenringu († 1379)
6. Friedrich VIII. († 1364)

Závěť, ve které Otto z Volkenstorfu v roce 1349 učinil svými dědici Jindřichovi syny, nevstoupila nakonec v platnost, jelikož tito měli nakonec vlastní potomky s nárokem na dědictví.
Po vymření štýrské rodové linie († Eberhard VIII. 1365) zdědil Jindřich III. (Heinrich von Walsee auf Drosendorf-Enzesfeld) po Eberhardu VIII. štýrské panství Gleichenberg s novým hradem (Burg Neu-Gleichenberg). V lednu r. 1361 nadal hradní kapli sv. Kateřiny věčnou mší a žádal salcburského arcibiskupa Ortolfa (Ortolf von Weißeneck 1343–1365) o právo prezentovat jednoho kaplana, což mu arcibiskup ještě téhož měsíce potvrdil. Panství přešlo na Jindřichova vnuka Oldřicha IV., který jej v roce 1393 přenechal svému strýci Bernhardu z Pettau, jež ho pak také po Oldřichovi zdědil.

### Oldřich IV. z Wallsee
Z manželství Jindřichova syna Jana II. z Waldsee († 1370) a Elisabeth z Pettau pošly děti:
1. Oldřich / Ulrich IV. († 1400), r. 1384 zemský hejtman ve Štýrsku, ⚭ Elisabeth z Neitbergu / hrad Neuberg ve Štýrsku († 1411)
2. Katharina († 1428)
3. Rudolf
4. Friedrich

Jindřichův syn Wolfgang IV. a Janův syn Oldřich IV. z Waldsee a Drosendorfu byli posledními rodovými držiteli vratěnínského léna a dolnorakouského hradu Thürnau. Rodová větev pánů z Waldsee-Drosendorf vymřela Oldřichem IV. z Waldsee.